# RIZIN FIGHTING WORLD GRAND-PRIX 2016 無差別級トーナメント FINAL ROUND
Cygames presents RIZIN FIGHTING WORLD GRAND-PRIX 2016 無差別級トーナメント FINAL ROUND（サイゲームス・プレゼンツ・ライジン・ファイティング・ワールド・グランプリ・2016 むさべつきゅうトーナメント ファイナル ラウンド）またはRIZIN.4（ライジン・フォー）は、日本の総合格闘技団体「RIZIN」の大会の一つ。
2016年12月31日に埼玉県さいたま市のさいたまスーパーアリーナで開催された。

## 概要
「RIZIN FIGHTING WORLD GRAND-PRIX 2016 無差別級トーナメント」の決勝戦としてミルコ・クロコップ vs. アミール・アリアックバリが行われた。
また、2日前の29日にRIZIN FIGHTING WORLD GRAND-PRIX 2016 無差別級トーナメント 2nd ROUNDで試合を行った那須川天心のアピールにより連続参戦が急遽実現し、この日の第1試合で行なわれた。

## 試合結果
第1試合 MMA特別ルール 56.7kg契約ワンマッチ 3分3R
◯  那須川天心 vs.  カウイカ・オリージョ ×
2R 0:37 アームトライアングルチョーク（ニンジャチョーク）
第2試合 無差別級トーナメント 準決勝 5分2R
○  ミルコ・クロコップ vs.  バルト  ×
1R 0:49 KO（ボディへの左膝蹴り）
※ミルコがトーナメント決勝進出
第3試合 無差別級トーナメント 準決勝 5分2R
○  アミール・アリアックバリ vs.  ワレンティン・モルダフスキー ×
3R終了 判定2-1
※アリアックバリがトーナメント決勝進出
第4試合 MMAルール 82.0kg契約ワンマッチ 1R10分/2R5分
○  桜井"マッハ"速人 vs.  坂田亘 ×
2R 2:37 TKO（マウントパンチ）
第5試合 女子MMAルール 無差別級ワンマッチ 5分3R
○  ギャビ・ガルシア vs.  堀田祐美子 ×
1R 0:41 TKO（パウンド）
第6試合 MMAルール 58.0kg契約ワンマッチ 1R10分/2R5分
○  才賀紀左衛門 vs.  ディラン・ウエスト ×
1R 2:03 TKO（左フック）
第7試合 女子MMAルール 49.0kg契約ワンマッチ 5分3R
○  アンディ・ウィン vs.  山本美憂 ×
1R 4:42 TKO（腕ひしぎ十字固め）
第8試合 女子MMAルール 49.0kg契約ワンマッチ 5分3R
○  RENA vs.  ハンナ・タイソン ×
3R 2:47 KO（左三日月蹴り）
第9試合 MMAルール 62.0kg契約ワンマッチ 1R10分/2R5分
○  所英男 vs.  山本アーセン ×
1R 1:19 腕ひしぎ十字固め
第10試合 MMA特別ルール 65.8kg契約ワンマッチ 1R10分/2・3R5分
○  クロン・グレイシー vs.  川尻達也 ×
2R 2:04 リアネイキッドチョーク
第11試合 無差別級トーナメント 決勝 5分3R
○  ミルコ・クロコップ vs.  アミール・アリアックバリ ×
1R 2:02 KO（左フック→パウンド）
※ミルコがトーナメント優勝